# Verysell
Группа компаний Verysell — российское отделение швейцарской ИТ-компании Verysell SA. Штаб-квартира г. Нион, Швейцария. Офис в Москве.
Основана в 1990 году.

## Собственники и руководство
Владельцы группы — основатель Михаил Краснов, а также фонды Mint Capital, RP Explorer Fund, Renaissance Pre-Ipo, Steep Rock Capital, Hillside Apex Fund SPC, Deutsche Bank.
Председатель координационного совета Группы компаний Verysell (1990-2013) — Михаил Краснов.

## Деятельность
На начало 2012 года в Группе компаний Verysell существоволо два бизнес-направления: Verysell Projects и Verysell IT Services (Verysell Distribution (компания OOO Verysell Trading) была продана компании Merlion в 2011 году
).
Основные направления деятельности:
- ИТ-консалтинг и системная интеграция
- Управление генеральным подрядом по проекту
- Проектное финансирование
- Управленческий консалтинг и внедрение ERP-систем
- Промышленная автоматизация
- Управление имуществом

Группа Компаний Verysell прекратила свою деятельность в России в 2017 году. Торговая марка Verysell принадлежит копании Verysell Group Holding Ltd.

## Показатели
В 2006 году продажи группы Verysell выросли на 15 % до $470 млн, из них $244 млн пришлось на системную интеграцию и консалтинг, $226 млн — на дистрибуцию компьютерной техники и ПО. В 2008 году выручка компании составила уже $578,9 млн, из них $347,3 млн — дистрибуция.
По результатам 2008 года компания занимала 10-е место в рейтинге ста крупнейших ИТ-компаний России CNews100. 